# Chico Whitaker
Francisco "Chico" Whitaker Ferreira (ur. 1931) – brazylijski działacz społeczny, z wykształcenia architekt. Działacz katolicki inspirujący się teologią wyzwolenia, członek komisji "Sprawiedliwość i Pokój" Konferencji Episkopatu Brazylii. Jeden z pomysłodawców Światowego Forum Społecznego w Porto Alegre. Członek komisji doradczej WikiLeaks. Alterglobalista.

## Życiorys
Na początku lat 60. uczestniczył w rządowych projektach dotyczących planowania przestrzennego i reformy rolnej. W czasach dyktatury wojskowej działał w opozycji, w latach 1966–1982 przebywał na politycznej emigracji we Francji i Chile. W tym czasie pracował dla UNESCO, uczestnicząc m.in. w kształceniu urzędników z krajów Trzeciego Świata i w działaniach na rzecz rozwoju gospodarczego Ameryki Łacińskiej.
Po powrocie do Brazylii zajmował się m.in. organizowaniem ruchu solidarności wśród bezrobotnych. Był jednym z głównych inicjatorów obywatelskiego ruchu na rzecz powszechnego uczestnictwa w tworzeniu konstytucji. Organizowane przez ten ruch w całym kraju "posiedzenia ludowe" zaproponowały 122 poprawki do projektu konstytucji. W latach 1989–1996 przez dwie kadencje był radnym São Paulo z ramienia Partii Pracujących (PT), której członkiem był do 2006. Angażował się również w działania przeciw kupowaniu głosów wyborczych i korupcji politycznej, doprowadzając do przyjęcia ustawy, na mocy której skazani za korupcję radni, burmistrzowie i posłowie tracą urząd.
W 2006 uhonorowany nagrodą Right Livelihood – "za pracę na rzecz sprawiedliwości społecznej i wspieranie demokracji w Brazylii oraz za wkład w organizację Światowego Forum Społecznego".